# فرودگاه اوپا-لوکا شرقی
فرودگاه اوپا-لوکا شرقی (به انگلیسی: Opa-locka West Airport) یک فرودگاه همگانی است که یک باند فرود آسفالت دارد و طول باند آن ۹۱۴ متر است. این فرودگاه در شهر میامی کشور ایالات متحده آمریکا قرار دارد و در ارتفاع ۲ متری از سطح دریا واقع شده است.